# Richard Lloyd
Richard Lloyd (Pittsburgh, Pensilvania, 25 de octubre de 1951) es un músico estadounidense, conocido por formar parte del grupo neoyorquino Television, en el que fue guitarrista.
Lloyd se unió al grupo en 1973, y formó parte esencial del sonido del mismo por su interacción con el otro guitarrista del grupo, Tom Verlaine. La banda editó dos álbumes, Marquee Moon (1977) y Adventure (1978), antes de separarse en 1979. El grupo se volvió a juntar en 1992 para grabar Television.
Tras la primera separación de Televisión, Lloyd editó un álbum solista titulado Alchemy. Lloyd editaría otro álbum solista en 1985, Field of Fire, tras el cual no editó ningún trabajo (a excepción de un álbum en vivo titulado Real Time, de 1987) hasta el año 2001, en el que editó Cover Doesn't Matter. The Radiant Monkey le siguió seis años después.
Lloyd también ha trabajado con artistas como Matthew Sweet, John Doe (del grupo X) y Stephan Eicher, y ha sido profesor de guitarra.
Actualmente, Lloyd toca con su excompañero de Televisión Bily Ficca (en batería) y con el bajista Keith Harshtel bajo el nombre de Richard Lloyd and the SufiMonkey Trio. Actualmente está trabajando en un álbum de covers de Jimi Hendrix que será titulado The Jamie Neverts Story.

## Discografía solista
- Alchemy (álbum de Richard Lloyd)|Alchemy (1979)
- Field of Fire (álbum)|Field of Fire (1985)
- Real Time (1987)
- The Cover Doesn't Matter (2001)
- The Radiant Monkey (2007)
- The Jamie Neverts Story (2009)
- Lodestones (2010)
- Rosedale (2016)
- The Countdown (2018)